# Мале Конські (Лодзинське воєводство)
Мале Конські (пол. Małe Końskie) — село в Польщі, у гміні Мнішкув Опочинського повіту Лодзинського воєводства.
Населення — 149 осіб (2011).
У 1975-1998 роках село належало до Пйотрковського воєводства.

## Демографія
Демографічна структура станом на 31 березня 2011 року:
|          | Загалом | Допрацездатний вік | Працездатний вік | Постпрацездатний вік |
| -------- | ------- | ------------------ | ---------------- | -------------------- |
| Чоловіки | 73      | 14                 | 48               | 11                   |
| Жінки    | 76      | 14                 | 38               | 24                   |
| Разом    | 149     | 28                 | 86               | 35                   |